# Jussi Linnamo
Jussi Linnamo (né Lindgren le 13 octobre 1924 à Viipuri et mort le 18 mai 2004 à Espoo) est un homme politique finlandais,,. 

## Biographie
Jussi Linnamo obtient une licence en sciences sociales en 1949 et une lisensiaatti en 1955. 
De 1951 à 1952, il est directeur de l'université populaire d'Hamina.
De 1952 à 1955,  il est assistant à l'Institut de recherche en sciences sociales et professeur d'économie et de statistiques à l'École supérieure des sciences sociales.
De 1955 a 1960, il est chercheur à l'Institut de recherche économique de la Banque de Finlande puis en 1961-1962 chef de département de l'Association finlandaise des caisses d'épargne 
De 1962 à 1967, il est chef de bureau du Département de l'économie nationale du ministère des Finances.

## Carrière politique
Jussi Linnamo est vice-ministre des Affaires étrangères des gouvernements Sorsa I (4.9.1972 - 5.5.1973) et Paasio II (23.2.1972 - 4.9.1972), vice-ministre du Commerce et de l'Industrie du gouvernement Sorsa I (4.9.1972 - 5.5.1973), ministre du Commerce et de l'Industrie du gouvernement Paasio II (23.2.1972 - 4.9.1972) et vice-ministre des Affaires sociales et de la Santé
Paasio II (25.2.1972 - 4.9.1972).		
Il est aussi ministre au cabinet du Premier ministre du gouvernement Koivisto I (22.3.1968 - 31.1.1970),.